# Cinco Saltos
Cinco Saltos is een plaats in het Argentijnse bestuurlijke gebied General Roca in de provincie Río Negro. De plaats telt 17.993 inwoners.